# Листен
Листен (нем. Liesten) — община в Германии, в земле Саксония-Анхальт. 
Входит в состав района Зальцведель. Подчиняется управлению Зальцведель-Ланд.  Население составляет 306 человек (на 31 декабря 2006 года). Занимает площадь 9,72 км².